# Bohdaneč
Bohdaneč település Csehországban, a Kutná Hora-i járásban. Bohdaneč Pertoltice, Bělá, Černíny, Zbraslavice, Bludov és Třebětín településekkel határos. Lakosainak száma 443 fő (2024. január 1.).

## Népesség
A település lakosságának változását az alábbi diagram mutatja:
| Lakosok száma | 1367 | 1234 | 1092 | 721  | 513  | 430  | 419  | 428  | 428  | 443  |
|               | 1869 | 1900 | 1921 | 1961 | 1980 | 2011 | 2016 | 2019 | 2021 | 2024 |